# Концерт для скрипки з оркестром (Мендельсон)
Концерт для скрипки з оркестром, мі мінор, Фелікса Мендельсона, op. 64 — написаний у період між 1838 і 1844 роками. прем'єра твору відбулася 13 березня 1845 року в Лейпцигу, солював Давид Фердинанд.

## Концерт у виконанні Franziska Früh
В супроводі симфонічного оркестру міста Фульда
Складається з трьох частин:
1. Allegro molto appassionato (e-moll)
2. Andante (C-dur)
3. Allegretto non troppo – Allegro molto vivace (E-dur)